# 四個32A和一個香蕉少年
《四個32A和一個香蕉少年》，乃1996年上映的香港電影，以女性青春回憶為題材。

## 內容
成年後的Minnie（李麗珍飾）在其婚禮上，與自小已是好友的Pat（莫文蔚飾）、天文臺（李蕙敏飾）及高妹（王馨平飾）再次眾首，一同回味過去的青蔥歲月……

## 演員
- 李麗珍 ......Minnie
- 王馨平 ......高妹
- 李蕙敏 ......天文臺
- 莫文蔚 ......Pat
- 江麗娜 ......少女Minnie
- 何嘉莉 ......少女高妹
- 蔡詩敏 ......少女天文臺
- 文頌嫻 ......少女Pat
- 張智霖 ......陳老師
- 黃寶龍 ......Mickey
- 滕麗名 ......Jackie
- 顧紀筠 ......Minnie媽
- 曾志偉 ......Minnie爸
- 何超儀 ......Minnie大姊
- 徐濠縈 ......Minnie二姊
- 吳家樂 ......Andy Wong
- 白嘉倩 ...... Miss Lee
- 鄧兆尊
- 陳小春 ......Super
- 錢嘉樂
- 鄧一君 ......高妹前男友
- 張崇德
- 潘芳芳 ......婦科醫生
- 上山安娜
- 張之亮 .......Minnie 之丈夫
- 河國榮 ....... George Hamcatcher (Minnie 的大姐夫)

## 主題曲
- 〈第一次我想醉〉：由當時並未出道容祖兒主唱

## 類似題材作品
- 2011年韓國電影《陽光姊妹淘》
- 2014年無綫電視劇集《女人俱樂部》[1]
- 2018年日本電影《陽光姊妹淘SUNNY》
- 2021年無綫電視劇集《七公主》

## 外部連結
- 開眼電影網上《四個32A和一個香蕉少年》的資料（繁體中文）
- 豆瓣电影上《四個32A和一個香蕉少年》的資料 （简体中文）
- 时光网上《四個32A和一個香蕉少年》的資料（简体中文）
- 香港影庫上《四個32A和一個香蕉少年》的資料（繁體中文）
- 互联网电影数据库（IMDb）上《四個32A和一個香蕉少年》的资料（英文）